# Neuer jüdischer Friedhof (Emmendingen)
Der Neue jüdische Friedhof Emmendingen ist ein geschütztes Baudenkmal in Emmendingen, einer Stadt im Landkreis Emmendingen in Baden-Württemberg.

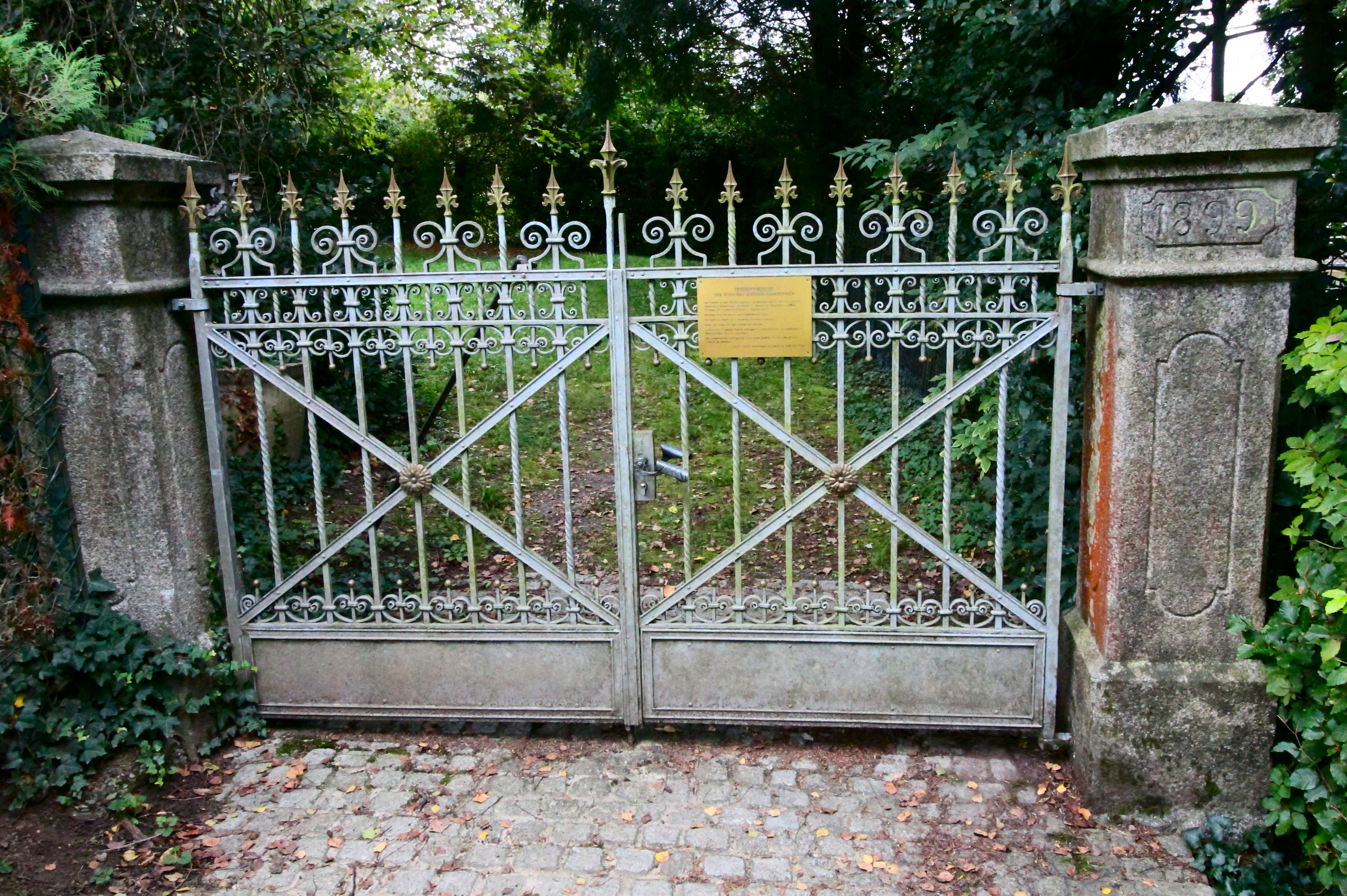
Neuer jüdischer Friedhof in Emmendingen

## Beschreibung
Auf dem 2088 m² großen Friedhof südöstlich neben dem städtischen Bergfriedhof sind 154 Grabsteine erhalten. Unterhalb des Eingangs zu diesem Friedhof befindet sich ein Mahnmal "Den Opfern des Nazismus 1933–45". Seine Aufstellung wurde 1948 durch den nach KZ-Aufenthalten zurückgekehrten Rolf Weinstock initiiert.

## Geschichte
Der Friedhof wurde 1899 angelegt und bis 1940 belegt. Bis zur NS-Zeit wurden etwa 200 Verstorbene auf dem Friedhof beigesetzt. Von ihnen waren 20 Personen Insassen der Heil- und Pflegeanstalt.
Der Friedhof wird seit 1995 von der wieder in Emmendingen bestehenden jüdischen Gemeinde belegt. Im Juni 2012 wurde auf einem bisherigen Grundstück der Stadtgärtnerei ein neuer Abschnitt des Friedhofes eingeweiht. Dort können auch Ehepaare, von denen einer nicht der jüdischen Gemeinde angehört, nebeneinander beerdigt werden. Dafür sind 44 Grabstätten vorgesehen. Auf dem bisherigen Friedhof gibt es derzeit noch Platz für etwa 40 bis 60 Gräber.